# Pozzonovo
Pozzonovo (velenceiül Posonovo) település Olaszországban, Veneto régióban, Padova megyében. Lakosainak száma 3430 fő (2023. január 1.). Pozzonovo Anguillara Veneta, Boara Pisani, Monselice, Stanghella, Tribano és Solesino községekkel határos.

## Népesség
A település lakossága az elmúlt években az alábbi módon változott:
| Lakosok száma | 3566 | 3571 | 3430 |
|               | 2017 | 2018 | 2023 |